# Balsamario

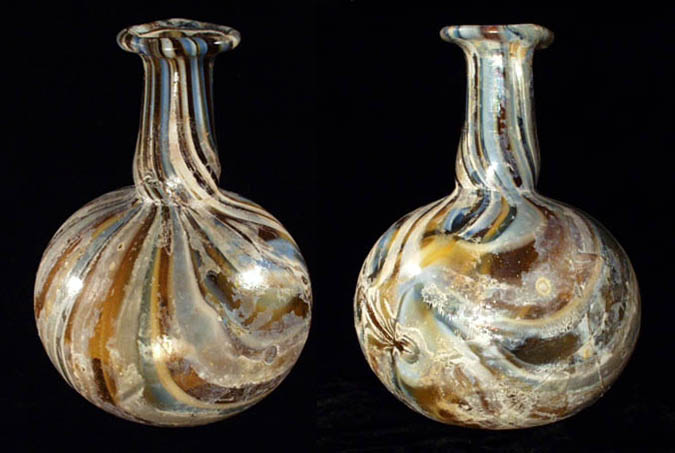
Balsamario

Il balsamario è un piccolo contenitore in vetro utilizzato per conservare balsami e olii profumati.

## Storia
Il balsamario fu molto in voga nel costume dei pagani e sopravvisse nelle usanze anche dei primi cristiani.
Gli scavi archeologici hanno permesso il recupero sia di documentazioni sia di reperti antichi di balsamari provenienti da tombe situate in Egitto, in Medio Oriente e nei territori dell'antico Impero romano.
Una sede importante per la realizzazione e la distribuzione dei modelli più antichi fu Alessandria d'Egitto e la loro diffusione si espanse fino all'Etruria e al Medio Oriente.
Un importante centro di produzione fu anche quello siriano, dove nel I secolo d.C. venne introdotta la tecnica del vetro a soffio, i cui nuovi prodotti vennero diffusi in tutto il bacino del Mediterraneo dai Fenici. La Siria restò una base produttiva primaria fino al V secolo d.C., prima di condividere con altri centri situati su tutto il territorio dell'Impero romano la realizzazione di questi prodotti.

## Caratteristiche
Intorno al I secolo d.C. venne introdotta la tecnica del vetro a soffio, che sostituì quella più antica delle colature a caldo di sostanze vitree poste su forme friabili.

Con la vecchia tecnica si realizzarono soprattutto vasetti, dalla forma o di piccole anfore con manico oppure cilindrici con l'apertura superiore avente un labbro svasato. Le tinte dei balsamari di questo tipo variarono dal giallo, al verde e all'azzurro.

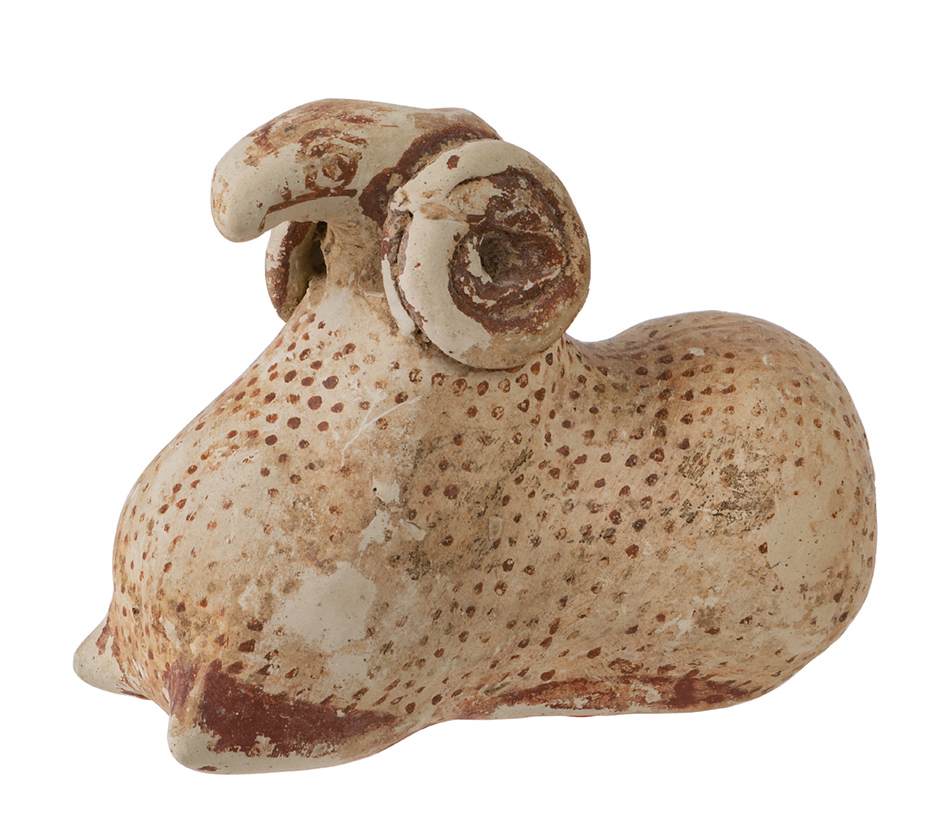
Balsamario del VI secolo

Con la produzione, dalle fornaci siriane di vetro a soffio, si introdussero sul mercato balsamari pressoché trasparenti dalle forme e dalle dimensioni sempre più piccole, per poterli collocare nelle tombe e poterli trasportare più agevolmente.
All'interno della tipologia dei balsamari si possono includere anche i vasetti di forma sferica derivati dall'ariballo greco.

Balsamario in vetro trasparente, tra il 30 a.C. e il 395, Periodo romano dell'Egitto. Museo Egizio, Torino.
Vasetto piriforme per unguenti o profumi, tra il 30 a.C. e il 395, Periodo romano dell'Egitto. Museo Egizio, Torino.